# Nikolaus Reinhold Pfeilitzer genannt Franck
Nikolaus Reinhold von Pfeilitzer genannt Franck, auch Nikolaus Reinhold von Pfeilitzer (* 1713 in Klein Pönau im Kirchspiel Doblen; † 28. März 1799 in Dresden) war ein kursächsischer General der Infanterie.

## Leben

### Herkunft
Nikolaus Reinhold war Angehöriger des kurländischen Adelsgeschlecht Pfeilitzer genannt Franck. Seine Eltern waren der polnische und kursächsische Kapitän Georg Christoph von Pfeilitzer gen. Franck († nach 1740) und Sophia Charlotte von Kottwitz.

### Werdegang
Pfeilitzer begann seine Laufbahn 1728 als Gemeiner in der sächsischen Armee, bevor er 1734 zum Fähnrich im Leibregiment zu Fuß aufstieg. Er avancierte 1735 zum Sousleutnant und 1739 zum Premierleutnant, wobei er gleichzeitig zum Adjutant ernannt wurde. Im Jahre 1742 wurde er Kapitän bei der Grenadier-Kompanie im Graf Stolberg Infanterieregiment. Er wurde 1754 zum Major und 1760 zum Oberstleutnant im Infanterieregiment  Prinz Xaver befördert. Pfeilitzer stieg 1767 weiter auf zum Oberst und Regimentskommandeur. Ab 1771 war er Inspekteur der sächsischen Infanterie und avancierte 1774 zum Generalmajor. Pfeilitzer wurde 1779 Kommandant der Dresdner Neustadt. 1788 bekam er die Beförderung zum Generalleutnant und schließlich 1798 zum General der Infanterie, wobei er gleichzeitig zum Gouverneur von Dresden berufen wurde.
Pfeilitzer hat an allen drei schlesischen Kriegen teilgenommen, 1768 hat er zudem den St.-Heinrichs-Orden erhalten.

### Familie
Pfeilitzer vermählte sich 1747 in Prießnitz mit Agnesa Wilhelmine von Einsiedel (1728–1790). Aus der Ehe ging ein Sohn, Xaver von Pfeilitzer genannt Franck (1764–1851), Erbherr auf Wachwitz und Niederpoyritz, oberlausitzer, kursächsischer und k.k. Hauptmann, hervor.